# Howea (dier)
Howea is een geslacht van kevers uit de familie van de boktorren (Cerambycidae). De wetenschappelijke naam van het geslacht werd voor het eerst geldig gepubliceerd in 1889 door Arthur Sidney Olliff. De naam verwijst naar Lord Howe-eiland, waar de typesoort Howea angulata voorkomt.

## Soorten
Howea is monotypisch en omvat slechts de volgende soort:
- Howea angulata Olliff, 1889